# Batrachia
De Batrachia / bəˈtreɪkiə / zijn een clade van amfibieën die de kikkers en salamanders omvat, maar geen wormsalamanders noch de uitgestorven Allocaudata. De naam Batrachia werd voor het eerst gebruikt in 1800 door de Franse zoöloog Pierre André Latreille om te verwijzen naar kikkers (batrachos is "kikker" in het Grieks), maar is meer recentelijk in fylogenetische zin gedefinieerd als een op knooppunten gebaseerd taxon dat de laatste gemeenschappelijke voorouder van kikkers en salamanders en al zijn nakomelingen omvat. Het idee dat kikkers en salamanders nauwer aan elkaar verwant zijn dan aan wormsalamanders, wordt sterk ondersteund door morfologisch en moleculair bewijs; ze zijn bijvoorbeeld de enige gewervelde dieren die hun ogen buiten de schedel kunnen heffen en weer laten zakken om voedsel in te slikken, maar er bestaat een alternatieve hypothese waarin salamanders en wormsalamanders elkaars naaste verwanten zijn als onderdeel van de clade Procera, met kikkers gepositioneerd als het zustertaxon van deze groep.

## Oorsprong
De vroegste bekende Batrachia zijn de stamkikkers Triadobatrachus en Czatkobatrachus uit het Vroeg-Trias, ongeveer 250 miljoen jaar geleden. Verschillende schattingen van de moleculaire klok plaatsen de eerste verschijning van de Batrachia (de tijd waarop de kikker- en salamanderlijnen van elkaar uiteenliepen) vóór het Vroeg-Trias. De meeste schattingen plaatsen de divergentie in het Perm, maar sommigen stellen het zo ver terug als 367 miljoen jaar geleden in het Laat-Devoon (waarvan wordt aangenomen dat tetrapoden zich er uit fishapods zijn begonnen te ontwikkelen). Er zijn op dit moment echter geen aanwijzingen voor zulke oude lissamfibieën of lissamfibieën-achtige dieren in het fossielenbestand. De groepen tetrapoden die zijn geopperd als mogelijke voorouders van moderne amfibieën (lepospondylen en amfibamide temnospondylen) verschijnen in het Laat-Carboon, ongeveer driehonderd miljoen jaar geleden. Grote verzamelingen van fossiele tetrapoden zijn bekend uit het Artinskien van het Vroeg-Perm, ongeveer 275 miljoen jaar geleden, en bevatten geen lissamfibieën, wat suggereert dat het Vroeg-Perm een bovengrens kan zijn voor de ouderdom van de Batrachia.